# Burg Gleichenstein (Thüringen)
Die Burg Gleichenstein, früher auch Velseck oder Felseck genannt, ist eine Höhenburg auf dem Schloßberg zwischen der Gemeinde Wachstedt und dem Ortsteil Martinfeld der Gemeinde Schimberg im Landkreis Eichsfeld in Thüringen.

## Geographische Lage
Die Burg Gleichenstein befindet sich auf dem 459,7 m hohen Schloßberg, einem spornartigen Ausläufer des Bornberges (463,4 m) am Rande der obereichsfelder Muschelkalkplatte zwischen Heilbad Heiligenstadt im Nordwesten, Mühlhausen im Südosten und dem hessischen Eschwege im Südwesten. Die Steilhänge nach Süden, Westen und Norden boten einen natürlichen Schutz der Burganlage, nur der schmale Bergkamm in östlicher Richtung musste durch Verteidigungsbauten abgesichert werden. Sie liegt etwa 3 km westlich von Wachstedt und 1,8 km ostnordöstlich von Martinfeld. Verkehrsmäßig zu erreichen ist sie über eine Stichstraße, die zwischen Wachstedt und Flinsberg von der Landesstraße 1006 abzweigt, oder zu Fuß von der Wallfahrtskirche Klüschen Hagis, die nahe der L 2022 (Wachstedt–Martinfeld) steht; nördlich der Straße führt der steile Eselsweg hinauf. Einer der Mittelpunkte Deutschlands befindet sich wenige Kilometer entfernt in Flinsberg. Die Wasserversorgung der Burg erfolgte über den Eselsborn unten im Tal beim Klüschen Hagis.
Von der Terrasse des Burggeländes hat man eine Aussicht (Blaues Wunder) auf Martinfeld im Rosoppetal mit dem Schimberg und Teile des südlichen Eichsfeldes bis zur Gobert (zurzeit nur zu besonderen Tagen oder nach Absprache mit Eigentümer zugänglich).

## Geschichte

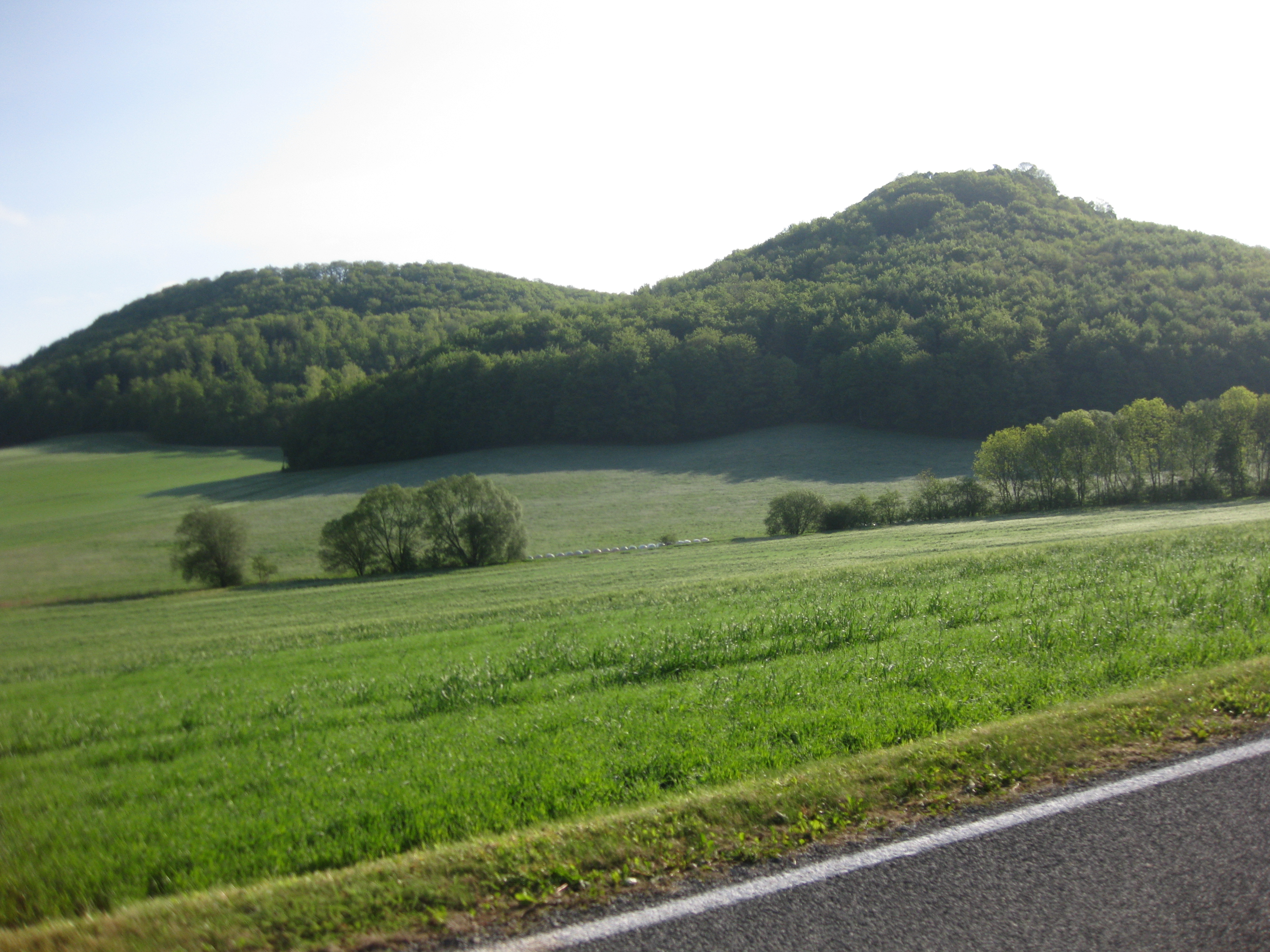
Der Schloßberg rechts mit der Burg Gleichenstein

### Burg Velsecke
Anstelle der jetzigen hochmittelalterlichen Burg Gleichenstein stand am gleichen Ort eine ältere, durch einen breiten Halsgraben gesicherte größere Burganlage, eventuell war sie eine Reichsburg zum Schutz des im Rosoppetal gelegen königlichen Hofes in Martinfeld, der 1071 dem Kloster Hersfeld geschenkt wurde. Wann diese erste Burg errichtet wurde, ist nicht bekannt. 
Dass es sich bei der Ende des 12. Jahrhunderts erwähnten Burg Velsecke um die unmittelbare Vorgängerburg der Burg Gleichenstein gehandelt hat, ist anzunehmen. Seit 1139 waren die Grafen mit der Harburg bei Worbis belehnt, die 1165 zerstört worden war und einen neuen gräflichen Wohnsitz suchten. Der Name Velsecke wurde 1180 erstmals in einer Urkunde des Mainzer Erzbischofs Konrad unter Vermittlung des Grafen Erwin von Gleichen erwähnt, wo ein Ritter Edelger d. J. von Velshecke als Zeuge genannt wurde, so das zu diesem Zeitpunkt bereits eine Burg gleichen Namens existiert haben muss. Seit wann genau die Burg im Besitz der Grafen von Gleichen war, ist nicht belegt, ab etwa 1201 nannte sich Ernst III. und ab 1234 Heinrich I. von Velsecke. 1209 wird nochmals als Zeuge ein Berthold von Velsecke genannt. Die Burg wurde 1234 bei Auseinandersetzungen zwischen dem Erzbischof von Mainz und den Thüringer Landgrafen durch den Landgrafen Heinrich Raspe zerstört. Dabei wurde die 23 Mann starke Besatzung der Burg getötet oder enthauptet.
Die Ostseite des spornartigen Schlossberges weist besonders steil abfallende Felspartien auf, die nach Südosten eine markante Felsecke bilden. Dies könnte die Namensherkunft der Burg Velsecke erklären.

### Burg Gleichenstein
1241 bis 1246 wurde die Burg neu als Ersatz der alten Burg unter dem Namen Burg Gleichenstein vermutlich von Heinrich I. von Gleichen erbaut, von da ab nannte er sich von Gleichenstein. Unmittelbar erwähnt wurde die Burg Gleichenstein erstmals 1287. Ab 1294 war sie bis 1802 im Besitz der Erzbischöfe von Mainz und war 500 Jahre Amts- und Gerichtssitz der Kurmainzischen Verwaltung des Eichsfelds, deren Hauptsitz auf Burg Rusteberg lag. Im Bauernkrieg wurde die Burg nicht von den Aufständischen angegriffen. 1632 wurde die Burg von schwedischen Truppen unter Bernhard von Weimar erobert, 1643 geschleift und 1648 gänzlich zerstört. 1650 wurde die Burg wieder aufgebaut, aber ohne aufwendige Verteidigungsbastionen. 1802 kam die Burg an Preußen, 1816 an den thüringischen Landkreis Mühlhausen und 1952 an den Kreis Worbis. Im 19. Jahrhundert wechselten die privaten Besitzer und Pächter sehr häufig, zuletzt bis zur Enteignung 1946 Dr. Wolfgang von Schutzbar genannt Milchling zu Hohenhaus.
Mit der Bodenreform wurde die Burg enteignet und in staatliche Hände übergeben. Ab dem Frühjahr 1946 wurden umfangreiche Planungen für den Umbau zu einem Waisenhaus erarbeitet und teilweise umgesetzt. Im Jahr 1947 sollte die gesamte Burganlage gesprengt werden, was durch engagierte Leiter der Anlage verhindert werden konnte. Untergebracht waren dann in der Burg zeitweise ein Jugendwerkhof und andere staatliche Einrichtungen und ging 1967 in den Besitz des VEB Sachsenring Zwickau. Das Automobilwerk renovierte die Burg und nutzte sie bis 1991 als Ferien- und Erholungsstätte. Von 1994 bis 2005 beherbergte sie eine Burggaststätte und eine Falknerei. Im März 2018 erwarb die Fa. Hanf-Gedöns GmbH die Burg als Firmensitz und wollte Teile der Burg zu einer Lebensmittel-Manufaktur umbauen, ein Museum einrichten und wesentliche Teile der Burg rekonstruieren und sanieren.
Nach der Insolvenz der GmbH wurde die Burganlage privatisiert und wird weiterhin gesichert. Die Pläne für eine öffentliche Nutzung werden weiterhin von den Eigentümern verfolgt und umgesetzt. 

### Kurmainzisches Amt Gleichenstein

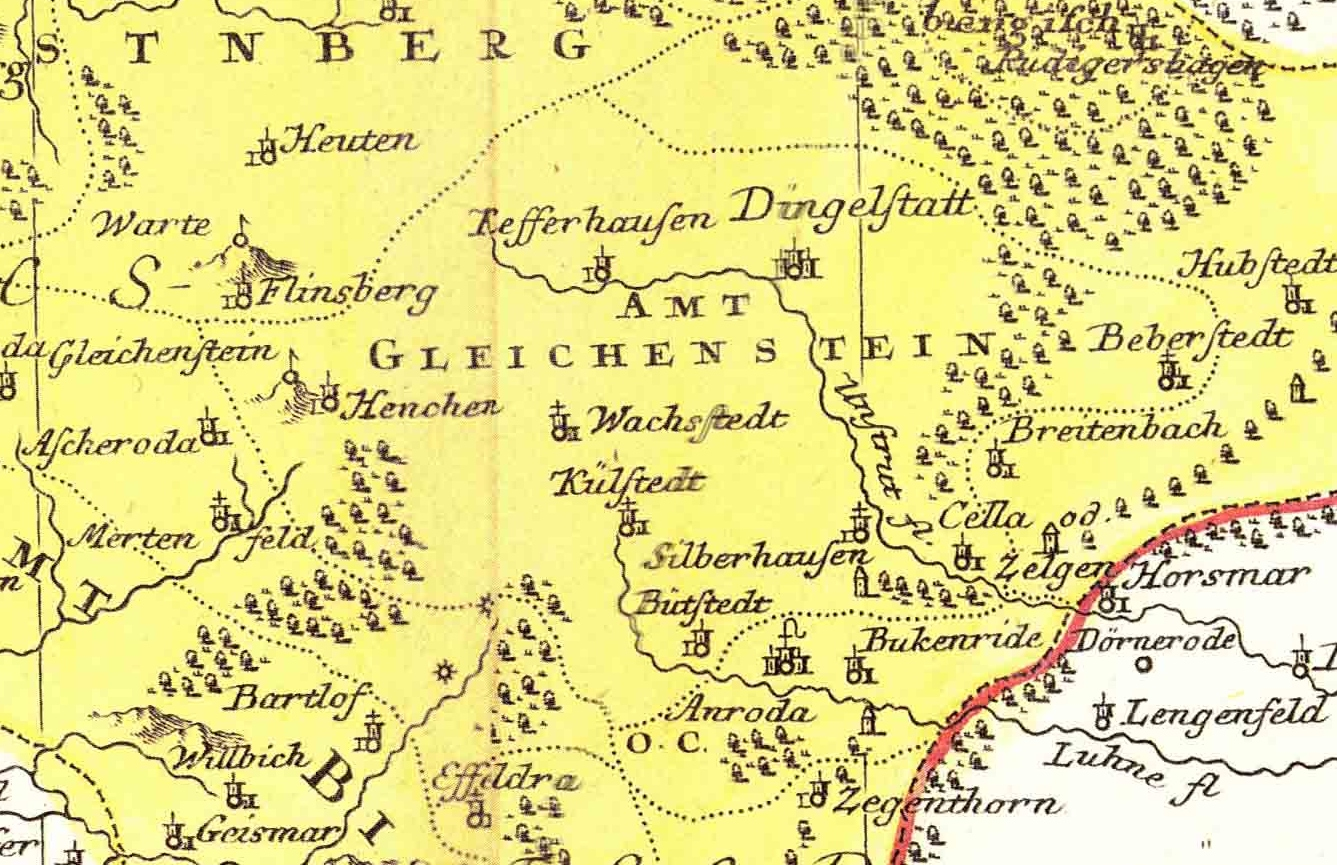
Das Amt Gleichenstein im Jahr 1759

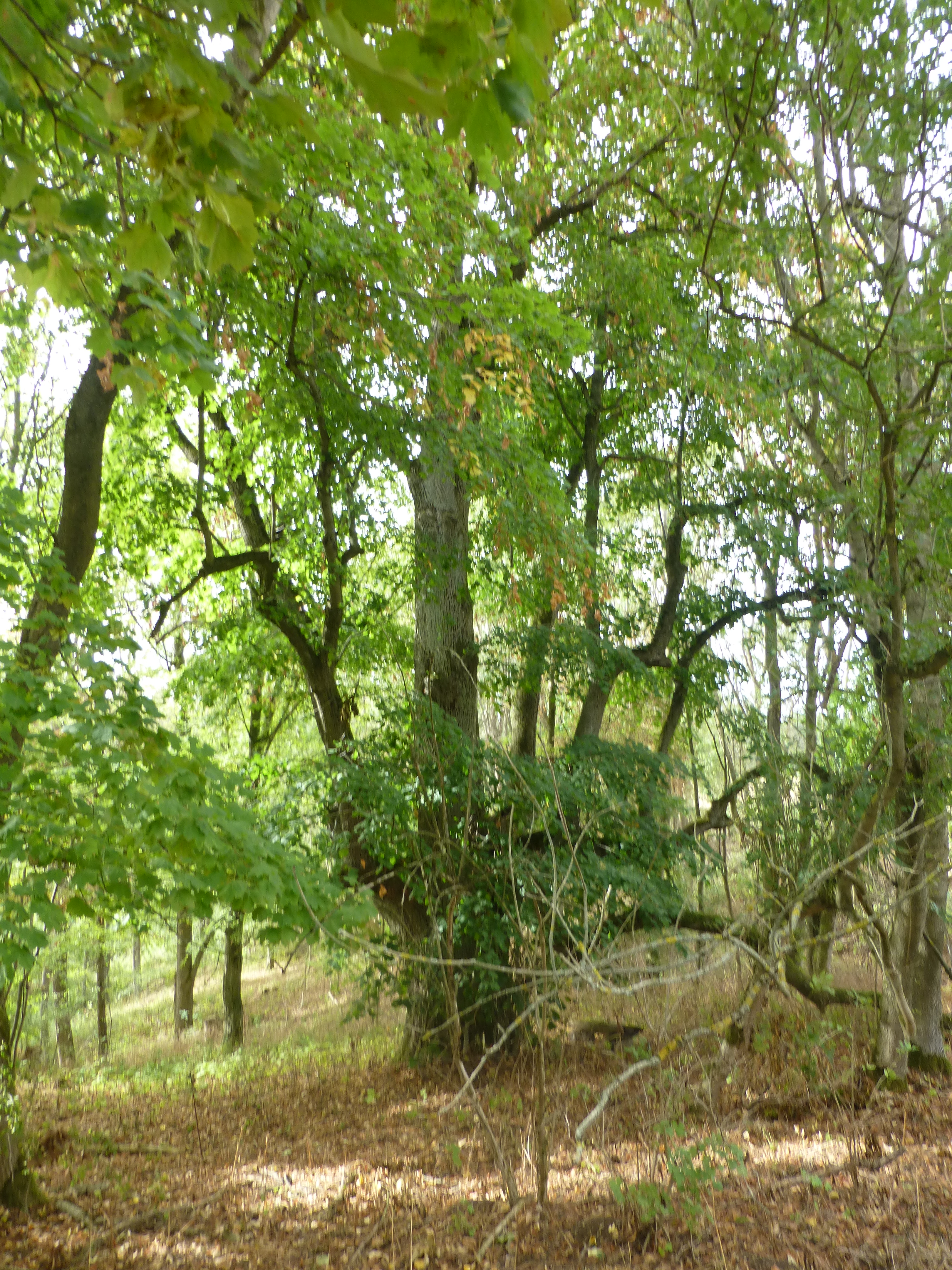
Alte Linde bei der Burg Gleichenstein

Nachdem die Burg Gleichenstein und die dazugehörigen Dörfer in den Besitz von Kurmainz übergegangen sind, entstand aus dem Burgbezirk das kurmainzische Amt Gleichenstein. Zum Amt zählten insgesamt 16 Dörfer (von Kalteneber im Nordwesten bis nach Beberstedt im Nordosten und Büttstedt im Südosten), die Klöster Zella (mit Struth und Effelder) und Anrode (mit Bickenriede und Bebendorf), Kreuzebra kam später zum Amt Rusteberg. Weiterhin wurden dem Amt Gleichenstein die adligen Orte Bernterode (von Tastungen, später von Ostheim) und Martinfeld (von Bodungen) zugeordnet, sowie eine Vielzahl heute nicht mehr existierender Orte (Werdigeshausen, Wolkramshausen, Kirchberg). Gerichtsort war bereits unter den Grafen von Gleichenstein und den Mainzer Kurfürsten noch mindestens bis 1534 in Dingelstädt. Gericht gehalten wurde danach entweder auf der Burg, möglicherweise auch bei der sogenannten Gerichtslinde oder Richterlinde in der Nähe der Burg. Das Gefängnis befand sich im Bergfried der Kernburg, der 1648 gesprengt wurde, der Rumpf des Turmes mit dem Gefängnis ist aber bis zum Anfang des 20. Jahrhunderts erhalten geblieben. Die genaue Lage der Richtstätte ist nicht bekannt, auf der Höhe zwischen Wachstedt und dem neuen Haus ist aber die Flurgegend Galgenstücke erwähnt. Die Behörde setzte sich mehrheitlich aus folgenden Personen zusammen: dem Amtsvogt, dem Amtsrichter, dem Amtsaktuar, dem Amtsschreiber und dem Amtspedell. Der Amtssitz wurde im 18. Jahrhundert wieder nach Dingelstädt verlegt.
Folgende Burgmänner, Amtsleute bzw. Vögte oder Pfandinhaber sind bekannt:
- 1180 Edelgar der Jüngere von Velsecke, Ritter (für die Vorgängerburg)
- 1193 Bertold von Velsecke[10] (für die Vorgängerburg)
- 1288 Dietrich, Steben und Henrich von Tastungen, Henrich von Kirchberg, Bruno von Berlingerode, Conrad von Barnhausen, Heinrich von Tutinsode (Burgmänner)[11]
- 1294 Ritter Ludwig von Pöllwitz (letzter Amtmann der Grafen und erster kurmainzischer Amtmann), Hartpertus und die Brüder Theodericus und Heinrich von Tastungen (Burgmänner)
- 1299 Friedrich von Rosdorf zusammen mit Dietrich von Hardenberg (Amtmänner und Pfandinhaber)
- Conrad von Siemerode, Vogt[12]
- 1330 Lutolf von Schlotheim (Slatheym) und Rodegere von dem Hagen (deme Hayne)[13]
- 1330 Ritter Johannes von Hardenberg, Ernst von Uslar, Bertold von Worbis und der Edelknecht Johannes von Wintzingerode[14] (Amtmänner und Pfandinhaber)
- 1336 Frederich von Wangenheim[15]
- 1339 Otto von Kirchberg[16] (Amtmann)
- 1347 Konrad von Ammern und 1368 Heinrich von Ammern[17]
- 1358 Dietrich und Walther (1358), die Söhnen Apels von Tastungen, erhalten das Burglehen in Gleichenstein[18]
- 1364 Otto von Rusteberg (Vogt)
- 1386 Wezel von Lengefeld[19]
- 1400 Heinrich, Gunther und Bode von Bodenhausen (Pfandinhaber)
- 1446 Henrich von Kirchberg mit 3 Burglehen[20]
- 1464 Henrich von Bodungen[21]
- 1466 Hans von Hanstein (Amtmann)
- 1522 Heinrich Heinefetter[22] (nachfolgend alles Amtmänner)
- 1524–1532 Matthäus Hundborn[22]
- 1536–1575 Marcus Keulen[22]
- 1574–1583 Johannes Pein[22]
- 1598 Johann Elgot[23]
- 1607–1630 Adam Hartung[22]
- 1630–1632 Klemenz Freitag[22]
- 1635–1661 Matthias Jordans[22]
- 1661–1672 Johannes Jordans[22]
- 1674–1711 Johann Joachim Jordans[22]
- 1712–1715 Johann Gerhard Jordans[22]
- 1715–1722 Johann Michael Strecker[22]
- 1722–1763 Christoph Matthias Jordans[22]
- 1736–1784 Peter Anton Jordans[22]
- 1784–1793 Franz Christoph Kellner[22]
- 1793–1802 Franz Wilhelm Hentrich[22]

### Gut Gleichenstein

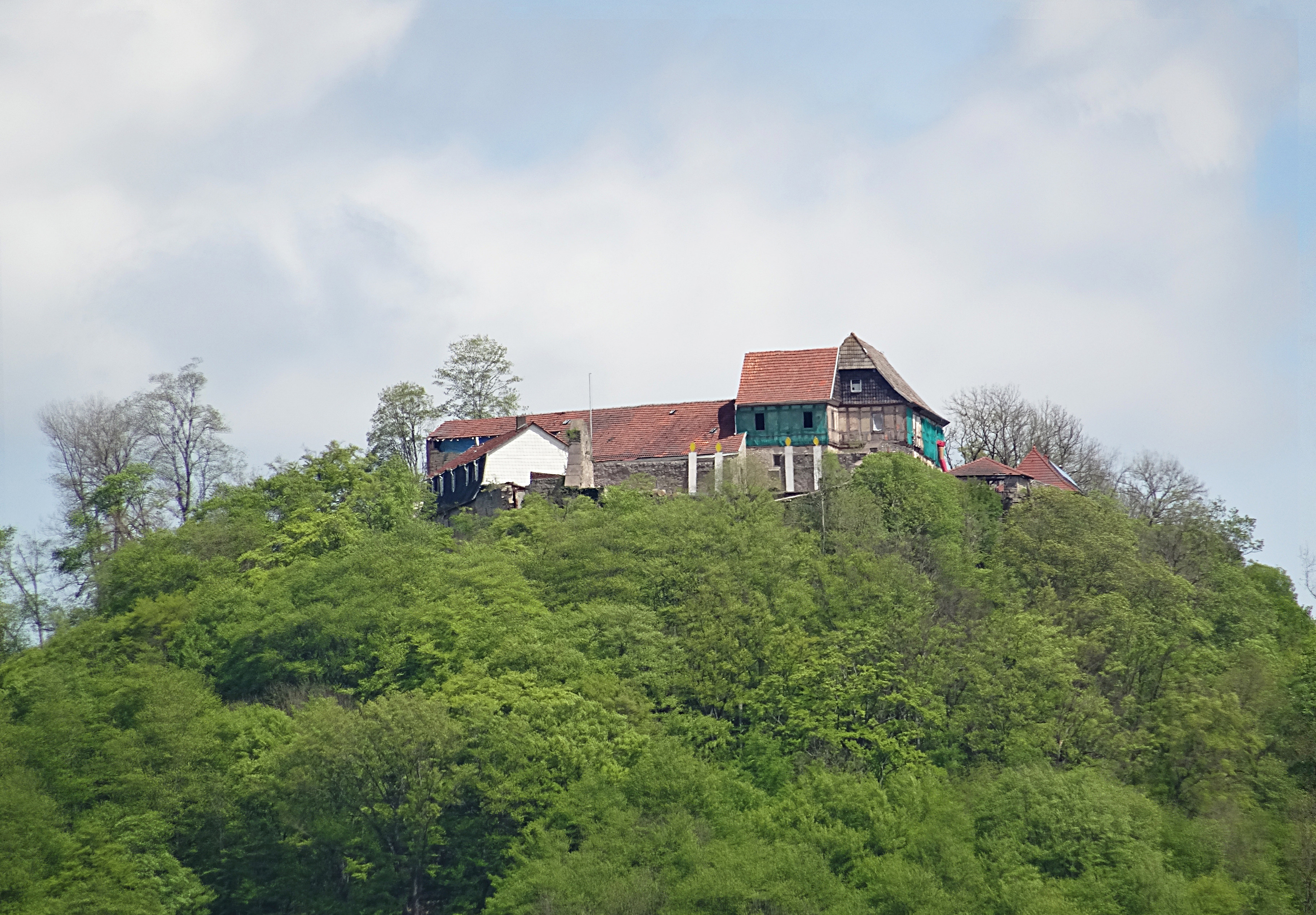
Burg Gleichenstein von Südwesten

Nach dem Dreißigjährigen Krieg wurde der Gleichenstein ein Kammergut und wurde noch in Kurmainzer Zeit verpachtet. Zum Bezirk gehörten weiterhin das Vorwerk „Neues Haus“ an der Straße nach Flinsberg und eine Schäferei beim Klüschen. Mit der Einverleibung des Eichsfeldes durch das Königreich Preußen wurde das Gut eine preußische Staatsdomäne. Verwaltet wurde es zunächst von der Eichsfeld-Erfurtischen Kriegs- und Domänenkammer. Die Burg, das Vorwerk Neuhaus und Hagis bildeten noch bis 1820 noch eine eigene Pfarrei. Die Besitzer und die Pächter der Burg und des Gutes wechselten ab Mitte des 19. Jahrhunderts immer häufiger. Auf Grund der Höhenlage mit den schlechten Böden und dem rauen Klima war ein wirtschaftler Betrieb des Gutes nicht möglich. Einige Besitzer mussten daher Ländereien verkaufen, die Größe des Gutes sank von 235 ha im Jahr 1854 auf 86 ha im Jahr 1946. 1946 wurde das Gut enteignet und an zwei Neubauernhöfe und Bauern in Wachstedt verteilt, ein Neubauernhof wurde im Bereich der alten Vorburg errichtet.

## Bauliche Anlage
Die Burganlage verfügt über eine Kernburg um einen dreieckigen Burghof mit einem Palas im Süden, ein spätgotisches Spitzbogenportal im Westen und dem Rittersaal im Norden. Dazwischen befand sich der Bergfried, der noch bis ins 18. Jahrhundert als Gefängnis diente und im 20. Jahrhundert komplett abgetragen wurde. Vom großen Wirtschaftshof (innere Vorburg) mit den verschiedenen Gebäuden existieren nur noch Mauerreste. Früher war die Burg von drei Wallgräben umgeben, von denen einer verschwunden ist und die beiden anderen nicht mehr in ihrer ursprünglichen Größe vorhanden sind, die eigentliche Vorburg mit ihrem Turm ist nur noch am Geländerelief erkennbar. Von der mittelalterlichen Baustruktur sind nach den Zerstörungen des Dreißigjährigen Krieges nur noch Reste vorhanden. Die ohne Befestigungen und Zugbrücke teilweise auf Grundmauern wieder aufgebaute Burg wurde in den folgenden Jahrhunderten mehrfach umgebaut und verändert. Der Rundturm am Eingang der Burganlage wurde in den 1880er Jahren anstelle eines viereckigen Turmes errichtet. Zwischen Eingangstor und Innenhof entstanden mehrere kleinere Nebengebäude, eine Waschküche und ein Bettenhaus. Ebenso ist bei diesen Umbauten das zweite Tor am Zwinger entfernt und das dritte Tor umgebaut und darauf ein Lesezimmer und ein Wintergarten neu errichtet worden. 1932 brannte der große Speicher am südlichen Ende der Burg komplett ab; heute befindet sich dort die Aussicht „Blaues Wunder“. Im Innenhof der Burg befindet sich der Brunnen.

## Burgbrunnen
Ein Brunnen in der Burg wurde bereits 1648 erwähnt, seine Lage war aber in der jüngsten Vergangenheit nicht mehr bekannt. Die wohl ältesten Indizien finden sich in einem Inventarverzeichnis von November 1485, wo ein „Brunnenwindenfass“ unter den Küchenutensilien aufgeführt wird.

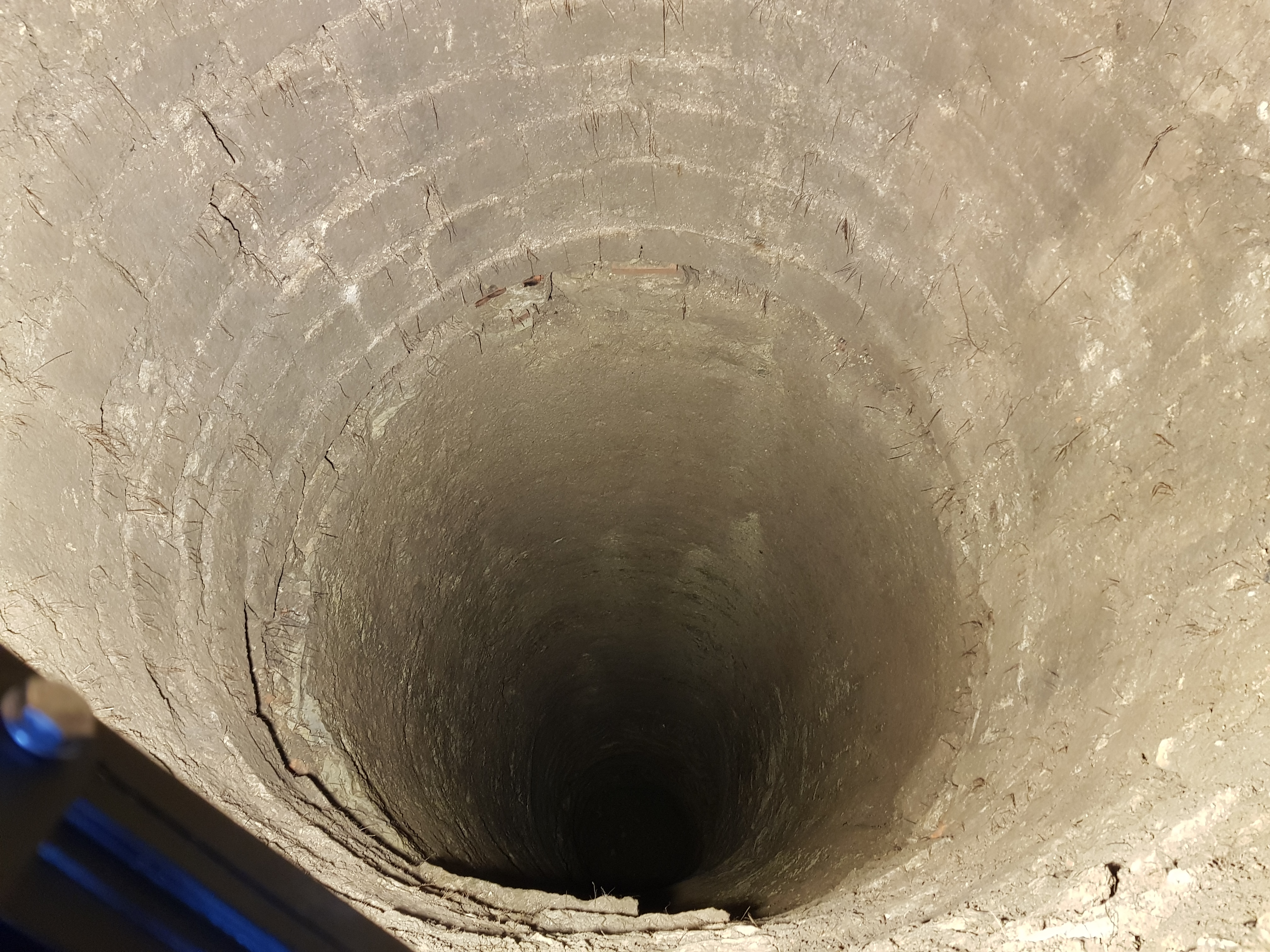
Wiederentdeckter Burgbrunnen im Innenhof der Kernburg

 Im Jahr 2019 wurde im Innenhof der mittelalterliche Burgbrunnen wiederentdeckt. Dieser wurde wohl um 1884 nach der Fertigstellung der Wasserversorgung aus dem Tal mittels Hydraulischer Widder verfüllt und abgedeckt. Die Tiefe wird auf mindestens 70 m geschätzt, da im Boden des Gewölbekellers der Kernburg Tongestein als Füllmaterial gefunden wurde, welches erst in dieser Tiefe am Standort vorkommt. Der anfangs (vermutlich) verfüllte Brunnen ist aktuell 26 m tief und hat einen Durchmesser von 2,25 m und wurde in den massiven Fels abgeteuft.
Die Brunnenkrone ist ca. 1,5 m mit Steinquadern aufgemauert. Vermutlich nach der Zerstörung der Burg im Dreißigjährigen Krieg wurde aus Bruchstein der obere Abschluss neu aufgemauert. Der Brunnen führt in der aktuellen Tiefe kein Wasser.
Da die Versorgung der Burg, der Vorburg und des Wirtschaftshofes mit ausreichend Trinkwasser aus dem Burg-Brunnen nicht immer gewährleistet war, gab es auf der Burg über Jahrhunderte mehrere Esel zum Transport von Wasser von der Eselsquelle beim Klüschen Hagis über den Eselsweg hinauf zur Burg.
Im Dezember 2020 begannen nach langen Planungen in Zusammenarbeit mit ehrenamtlichen Denkmalpflegern des Landesamtes für Denkmalpflege und Archäologie Thüringen, Archäologen und Geologen die Arbeiten zur Beräumung.